# Korthalsella salicornioides
Korthalsella salicornioides là một loài thực vật có hoa trong họ Santalaceae. Loài này được (A. Cunn.) Tiegh. mô tả khoa học đầu tiên năm 1896.